# 이동식 (1941년)
이동식(李東植, 1941년 1월 17일 ~ )은 대한민국의 공무원이다.

## 학력
- 고려대학교 법학과 학사 졸업

## 경력
- 서울특별시 성동구 부구청장
- 1994.12 교육훈련파견요원
- 1995.02 ~ 1996.01 서울특별시 성동구 건설국장
- 1996.01 ~ 1998.05 서울특별시 노원구 부구청장
- 1998.03 ~ 1998.05 서울특별시 노원구청장 권한대행

## 역대 선거 결과
| 실시년도 | 선거      | 대수 | 직책   | 선거구      | 정당         | 득표수   | 득표율          | 순위 | 당락 | 비고 |
| -------- | --------- | ---- | ------ | ----------- | ------------ | -------- | --------------- | ---- | ---- | ---- |
| 1998년   | 지방 선거 | 6대  | 구청장 | 서울 노원구 | 자유민주연합 | 65,077표 | \| \| 36.78% \| | 2위  | 낙선 |      |
|          | 36.78%    |      |        |             |              |          |                 |      |      |      |

| 전임 최선길 | 서울특별시 노원구청장 권한대행 1996년 7월 10일 ~ 1996년 9월 12일 | 후임 (재보궐)김용채 |

| 전임 박종옥 | 서울특별시 노원구 부구청장 1996년 1월 14일 ~ 1998년 5월 13일 | 후임 정태승 |

| 전임 김용채 | 서울특별시 노원구청장 권한대행 1998년 3월 6일 ~ 1998년 5월 13일 | 후임 (권한대행)정태승 이기재 |